# Locomotiva FS 187
Le locomotive gruppo 187 erano locomotive a vapore con tender per treni merci, di rodiggio 0-3-0, delle ferrovie ungheresi che le Ferrovie dello Stato Italiane acquisirono in conto riparazioni belliche dopo la fine della prima guerra mondiale.

## Storia
Le locomotive erano state costruite in gran numero, 497 unità, da varie fabbriche di locomotive tedesche, austriache e ungheresi. Le prime dieci unità vennero costruite, nel 1882, dalla Wohlert di Berlino. In seguito, tra il 1882 e il 1898, vennero coinvolte nella costruzione la Wiener Neustädter Lokomotivfabrik di Vienna, la MÁVAG di Budapest, la Krauss di Linz oltre alla Steg e alla Floridsdorf per conto di varie compagnie ferroviarie esercenti le linee ferroviarie dell'Ungheria, allora parte dell'Impero austro-ungarico. Dal 1911, in seguito alla nazionalizzazione delle ferrovie vennero classificate come "326" e numeri progressivi 001-497. In seguito alla sconfitta e alla dissoluzione dell'impero austroungarico al termine della prima guerra mondiale il gruppo di locomotive venne ripartito tra vari stati per ripagare i danni di guerra. L'Italia ne ebbe assegnate 4 unità, prese in carico dalle Ferrovie dello Stato e assegnate al gruppo 187. Ebbero assegnate locomotive le ferrovie rumene (CFR), le ferrovie cecoslovacche (CSD), le jugoslave (SHS, linee slovene) e (JDŽ) e le ferrovie della Polonia (PKP).